# Unione Sportiva Pistoiese 1929-1930
Questa pagina raccoglie i dati riguardanti l'Unione Sportiva Pistoiese nelle competizioni ufficiali della stagione 1929-1930.

## Stagione
Nella stagione 1929-1930 la Pistoiese disputa il primo campionato di Serie B a girone unico, con 40 punti ottiene il quarto posto a pari merito con la Fiorentina. Salgono in Serie A il Casale che vince il torneo con 49 punti, ed il Legano secondo con 46 punti. La squadra pistoiese allenata dall'ungherese Árpád Hajós chiude il girone di andata con 21 punti in terza posizione, nonostante la sconfitta di Casale (2-1) maturata nel finale, che chiude il girone di andata, resta comunque in corsa per la promozione fino a fine maggio, poi però nelle ultime quattro giornate arrivano tre sconfitte, che tolgono ogni velleità ai toscani. Ottimo comunque il torneo degli arancioni, tra i quali si è distinto Luigi Ferrero che ha firmato 18 reti, 9 invece quelle messe a segno da Elio Civinini.

## Rosa
| N. |                   | Ruolo | Calciatore           |
| -- | ----------------- | ----- | -------------------- |
|    | Italia (bandiera) | D     | Giuseppe Bagni       |
|    | Italia (bandiera) | P     | Aldo Baldi           |
|    | Italia (bandiera) | A     | Alberto Barni        |
|    | Italia (bandiera) | C     | Enrico Bertini       |
|    | Italia (bandiera) | D     | Egisto Betti (I)     |
|    | Italia (bandiera) | C     | Enrico Canali        |
|    | Italia (bandiera) | A     | Carlo Cantini        |
|    | Italia (bandiera) | A     | Elio Civinini (I)    |
|    | Italia (bandiera) | A     | Luigi Ferrero        |
|    | Italia (bandiera) | C     | Giovanni Frassoldati |
|    | Italia (bandiera) | C     | Lorenzo Gallo        |
|    | Italia (bandiera) | A     | Alessandro Gambino   |
|    | Italia (bandiera) | C     | Giannini             |

| N. |                   | Ruolo | Calciatore           |
| -- | ----------------- | ----- | -------------------- |
|    | Italia (bandiera) | A     | Ferdinando Innocenti |
|    | Italia (bandiera) | A     | Aldo Melani          |
|    | Italia (bandiera) | C     | Dino Nassi           |
|    | Italia (bandiera) | C     | Raffaello Niccolai   |
|    | Italia (bandiera) | P     | Piero Pepi           |
|    | Italia (bandiera) | A     | Elia Puccini         |
|    | Italia (bandiera) | C     | Libero Simonatti     |
|    | Italia (bandiera) | P     | Mario Spadoni        |
|    | Italia (bandiera) | A     | Dino Tasselli        |
|    | Italia (bandiera) | C     | Egidio Turchi        |
|    | Italia (bandiera) | D     | Ilo Vecchi           |
|    | Italia (bandiera) | D     | Renato Vignolini     |

## Risultati

### Serie B

#### Girone di andata
| Arbitro: | Gonani (Ravenna) |

|                                          |           |                                         |
| Barni 16’ (rig.) Ferrero 63’ Gambino 66’ | Marcatori | 22’ Molinis 27’ De Biasi 85’ Baccilieri |

| Arbitro: | Scarpi (Dolo) |

|  |           |             |
|  | Marcatori | 34’ Bertini |

| Arbitro: | Garbieri (Genova) |

|  |           |             |
|  | Marcatori | 35’ Ferrero |

| Arbitro: | Enrietti (Torino) |

|             |           |  |
| Ferrero 34’ | Marcatori |  |

| Arbitro: | Brighenti (Trento) |

|                                            |           |                         |
| Lombatti 10’, 36’ Gorla 30’ S. Ferrari 57’ | Marcatori | 32’, 80’ (rig.) Bertini |

| Cornigliano 10 novembre 1929 6ª giornata | La Dominante   | 0 – 0 | Pistoiese | Stadio del Littorio\| Arbitro: \| Ferro (Milano) \| |
| Arbitro:                                 | Ferro (Milano) |       |           |                                                     |

| Arbitro: | Malagodi (Ferrara) |

|                          |           |             |
| Civinini 34’ Gambino 63’ | Marcatori | 31’ Ferrais |

| Arbitro: | Serra (Bologna) |

|                      |           |             |
| Lodi 10’ Panzeri 46’ | Marcatori | 1’ Civinini |

| Arbitro: | Brunelli (Bologna) |

|           |           |  |
| Barni 68’ | Marcatori |  |

| Parma 15 dicembre 1929 10ª giornata | Parma                 | 0 – 0 | Pistoiese | Stadio Ennio Tardini\| Arbitro: \| Asei Conte (Vercelli) \| |
| Arbitro:                            | Asei Conte (Vercelli) |       |           |                                                             |

| Pistoia 22 dicembre 1929 11ª giornata | Pistoiese    | 0 – 0 | Legnano | Stadio Monteoliveto\| Arbitro: \| Sassi (Roma) \| |
| Arbitro:                              | Sassi (Roma) |       |         |                                                   |

| Arbitro: | Scorzoni (Bologna) |

|                                                                        |           |                        |
| Vecchi 9’ (aut.) Bottaro 14’, 77’, 80’, 86’ Scategni 64’ Recalcati 83’ | Marcatori | 74’ (rig.) Frassoldati |

| Arbitro: | Giulini (Lodi) |

|                                   |           |              |
| Frassoldati 44’, 71’ Civinini 81’ | Marcatori | 27’ G. Rossi |

| Arbitro: | Quilleri (Brescia) |

|                   |           |  |
| Ferrero 9’ (rig.) | Marcatori |  |

| Arbitro: | Gonani (Ravenna) |

|            |           |             |
| Girino 40’ | Marcatori | 41’ Ferrero |

| Arbitro: | Rovida (Milano) |

|             |           |  |
| Ferrero 22’ | Marcatori |  |

| Arbitro: | Ferro (Milano) |

|                         |           |             |
| Demarchi 8’ Gardini 89’ | Marcatori | 20’ Ferrero |

#### Girone di ritorno
| Arbitro: | Guarnieri (Milano) |

|                                 |           |  |
| Baccilieri 25’ R. Simonetti 87’ | Marcatori |  |

| Arbitro: | Moroni (Lodi) |

|                                                         |           |             |
| Civinini 7’, 47’, 85’ Ferrero 35’, 47’ F. Innocenti 66’ | Marcatori | 64’ Zuliani |

| Arbitro: | Biancone (Roma) |

|             |           |  |
| Ferrero 42’ | Marcatori |  |

| Arbitro: | Guarnieri (Milano) |

|                             |           |  |
| Pellarin 6’, 55’ Brezzi 39’ | Marcatori |  |

| Arbitro: | Zelocchi (Modena) |

|                                    |           |  |
| Ferrero 24’, 79’ Civinini 40’, 88’ | Marcatori |  |

| Arbitro: | Giulini (Lodi) |

|                  |           |            |
| Ferrero 30’, 61’ | Marcatori | 62’ D. Gay |

| Arbitro: | U. Gama (Milano) |

|  |           |           |
|  | Marcatori | 70’ Barni |

| Arbitro: | Carraro (Padova) |

|                                          |           |                      |
| Ferrero 51’ Frassoldati 62’ Civinini 85’ | Marcatori | 19’ (aut.) Vignolini |

| Arbitro: | Quilleri (Brescia) |

|             |           |                  |
| Biagini 23’ | Marcatori | 38’ F. Innocenti |

| Arbitro: | Corradini (Bologna) |

|                             |           |  |
| Ferrero 6’ Gambino 24’, 72’ | Marcatori |  |

| Arbitro: | Scarpi (Dolo) |

|           |           |  |
| Gabba 61’ | Marcatori |  |

| Arbitro: | Mazzarini (Roma) |

|             |           |  |
| Ferrero 80’ | Marcatori |  |

| Arbitro: | Scorzoni (Bologna) |

|            |           |  |
| Gorini 44’ | Marcatori |  |

| Arbitro: | Quilleri (Brescia) |

|              |           |  |
| A. Galli 78’ | Marcatori |  |

| Arbitro: | Maddoloni (Bari) |

|                                   |           |  |
| Ferrero 17’ F. Innocenti 37’, 69’ | Marcatori |  |

| Arbitro: | Carraro (Padova) |

|                            |           |                 |
| Staffetta 40’ Luchetti 70’ | Marcatori | 15’ Frassoldati |

| Arbitro: | Rovida (Milano) |

|  |           |            |
|  | Marcatori | 71’ Mattea |

## Statistiche

### Statistiche di squadra
| Competizione | Punti | In casa | In casa | In casa | In casa | In casa | In casa | In trasferta | In trasferta | In trasferta | In trasferta | In trasferta | In trasferta | Totale | Totale | Totale | Totale | Totale | Totale | DR   |
| Competizione | Punti | G       | V       | N       | P       | Gf      | Gs      | G            | V            | N            | P            | Gf           | Gs           | G      | V      | N      | P      | Gf     | Gs     | DR   |
| ------------ | ----- | ------- | ------- | ------- | ------- | ------- | ------- | ------------ | ------------ | ------------ | ------------ | ------------ | ------------ | ------ | ------ | ------ | ------ | ------ | ------ | ---- |
| Serie B      | 40    | 17      | 14      | 2       | 1       | 35      | 9       | 17           | 3            | 4            | 10           | 11           | 27           | 34     | 17     | 6      | 11     | 46     | 36     | + 10 |

### Statistiche dei giocatori
| Giocatore      | Serie B  | Serie B |
| Giocatore      | Presenze | Reti    |
| -------------- | -------- | ------- |
| G.Bagni        | 1        | 0       |
| A. Baldi       | 2        | 0       |
| A. Barni       | 29       | 3       |
| E. Bertini     | 18       | 3       |
| E. Betti       | 1        | 0       |
| E. Canali      | 34       | 0       |
| C. Cantini     | 2        | 0       |
| E. Civinini    | 28       | 9       |
| L. Ferrero     | 32       | 18      |
| G. Frassoldati | 32       | 5       |
| L. Gallo       | 1        | 0       |
| A. Gambino     | 29       | 4       |
| Giannini       | 4        | 0       |
| Gori           | 1        | 0       |
| F. Innocenti   | 20       | 4       |
| A. Melani      | 7        | 0       |
| D.Nassi        | 2        | 0       |
| R. Niccolai    | 13       | 0       |
| P. Pepi        | 3        | 0       |
| E. Puccini     | 8        | 0       |
| L. Simonatti   | 2        | 0       |
| M. Spadoni     | 28       | 0       |
| D. Tasselli    | 13       | 0       |
| E. Turchi      | 4        | 0       |
| I. Vecchi      | 29       | 0       |
| R. Vignolini   | 31       | 0       |